# Vesa Mäkäläinen
Vesa Mäkäläinen, né le 3 septembre 1986 à Hyvinkää, en Finlande, est un joueur finlandais de basket-ball. Il joue au poste d'ailier fort.